# Agyneta suecica
Agyneta suecica là một loài nhện trong họ Linyphiidae.
Loài này thuộc chi Agyneta. Agyneta suecica được Herman Theodor Holm miêu tả năm 1950.